# Parlamentswahl in Finnland 1970
- SKDL: 36
- SDP: 52
- SMP: 18
- RKP: 12
- LKP: 8
- KESK: 36
- KOK: 37
- SKL: 1

Die Parlamentswahl in Finnland 1970 fand am 15. und 16. März 1970 statt. Es war die Wahl zum 25. finnischen Parlament.
Nachdem bei der letzten Wahl ein Linksrutsch zu einer Koalitionsbildung zwischen Sozialdemokraten und Volksdemokraten geführt hatte, waren 1970 eher rechte Kräfte die Gewinner der Wahl. Die konservative Sammlungspartei gewann elf Sitze hinzu und wurde hinter der Sozialdemokratischen Partei zweitstärkste Partei. Die Landpartei erreichte über 10 % und stellte erstmals eine Fraktion. Zu den Verlierern gehörten neben der Sozialdemokratischen Partei und der Volksdemokratischen Union auch die Zentrumspartei (Verlust von 13 Sitzen) sowie der Sozialdemokratische Bund der Arbeiter- und Kleinbauernschaft, der alle seine sieben Sitze verlor und nicht mehr ins Parlament einziehen konnte.

## Ausgangslage
Nach der Wahl 1966 waren die Sozialdemokraten Rafael Paasio und Mauno Koivisto Ministerpräsidenten und Vorsitzende einer linksdominierten Regierung geworden. Unter Koivisto wurde neben der Sozialdemokratischen Partei, dem Landbund, der Volksdemokratischen Union und dem Sozialdemokratischen Bund der Arbeiter- und Kleinbauernschaft auch die Schwedische Volkspartei an der Regierung beteiligt. In der Gesellschaft machte sich währenddessen zunehmend ein Gefühl der Sorge um die alten Werte und Traditionen breit, was sich durch die linke Regierungsphase verstärkte. Davon profitierte im Wahlkampf die konservative Sammlungspartei und vor allem auch die als Protestpartei bezeichnete Landpartei Finnlands.

## Teilnehmende Parteien
Es traten 10 verschiedene Parteien zur Wahl an.
Folgende Parteien waren bereits im Parlament vertreten:
| Partei | Partei | Ausrichtung        | Spitzenkandidat     |
| ------ | --- | ------------------ | ------------------- |
|        | Sozialdemokratische Partei Finnlands Suomen Sosialidemokraattinen Puolue (SDP) Finlands Socialdemokratiska Parti                                                                           | sozialdemokratisch | Rafael Paasio       |
|        | Finnische Zentrumspartei Suomen Keskusta (KESK) Centern i Finland | sozialliberal      | Johannes Virolainen |
|        | Demokratische Union des Finnischen Volkes Suomen Kansan Demokraattinen Liitto (SKDL) Demokratiska Förbundet för Finlands Folk (DFFF)                                                       | sozialistisch      | Ele Alenius         |
|        | Nationale Sammlungspartei Kansallinen Kokoomus (KOK) Samlingspartiet | konservativ        | Juha Rihtniemi      |
|        | Liberale Volkspartei Liberaalinen Kansanpuolue (LKP) Liberala Folkpartiet | liberal            | Pekka Tarjanne      |
|        | Schwedische Volkspartei Ruotsalainen Kansanpuolue (RKP) Svenska Folkpartiet (SFP) | liberal            | Jan-Magnus Jansson  |
|        | Sozialdemokratischer Bund der Arbeiter- und Kleinbauernschaft Työväen ja Pienviljelijäin Sosialidemokraattinen Liitto (TPSL) Arbetarnas och Småbrukarnas Socialdemokratiska Förbund (ASSF) | sozialdemokratisch |                     |
|        | Finnische Landpartei Suomen Maaseudun Puolue (SMP) Finlands Landsbygdsparti | zentristisch       | Veikko Vennamo      |

## Wahlergebnis
Die Wahlbeteiligung lag bei 82,2 Prozent und damit 2,7 Prozentpunkte unter der Wahlbeteiligung bei der letzten Parlamentswahl 1966.
| Partei            | Partei                                                               | Stimmen   | Stimmen | Stimmen | Sitze  | Sitze |
| Partei            | Partei                                                               | Anzahl    | %       | +/−     | Anzahl | +/−   |
| ----------------- | -------------------------------------------------------------------- | --------- | ------- | ------- | ------ | ----- |
|                   | Sozialdemokratische Partei Finnlands (SDP)                           | 594.185   | 23,43   | −3,80   | 52     | −3    |
|                   | Nationale Sammlungspartei (KOK)                                      | 457.582   | 18,05   | +4,26   | 37     | +11   |
|                   | Finnische Zentrumspartei (KESK)                                      | 434.150   | 17,12   | −4,11   | 36     | −13   |
|                   | Demokratische Union des Finnischen Volkes (SKDL)                     | 420.556   | 16,58   | −4,62   | 36     | −5    |
|                   | Finnische Landpartei (SMP) (*)                                       | 265.939   | 10,49   | +9,46   | 18     | +17   |
|                   | Liberale Volkspartei (LKP)                                           | 150.823   | 5,95    | −0,52   | 8      | −1    |
|                   | Schwedische Volkspartei (RKP)                                        | 135.465   | 5,34    | −0,35   | 11     | —     |
|                   | Sozialdemokratischer Bund der Arbeiter- und Kleinbauernschaft (TPSL) | 35.453    | 1,40    | −1,19   | —      | −7    |
|                   | Christlicher Bund Finnlands (SKL)                                    | 28.547    | 1,13    | +0,68   | 1      | +1    |
|                   | Åländsk Samling (**)                                                 | 8.971     | 0,35    | −0,05   | 1      | —     |
|                   | Unternehmerpartei (Bezirksorganisation Lapplands)                    | 248       | 0,01    | +0,01   | —      | —     |
|                   | Sonstige                                                             | 3.863     | 0,15    | +0,15   | —      | —     |
| Gesamt            | Gesamt                                                               | 2.535.782 | 100,00  |         | 200    |       |
| Gültige Stimmen   | Gültige Stimmen                                                      | 2.535.782 | 99,66   |         |        |       |
| Ungültige Stimmen | Ungültige Stimmen                                                    | 8.728     | 0,34    |         |        |       |
| Wahlbeteiligung   | Wahlbeteiligung                                                      | 2.544.510 | 82,23   |         |        |       |
| Wahlberechtigte   | Wahlberechtigte                                                      | 3.094.359 | 100,00  |         |        |       |
| Quelle:           |                                                                      |           |         |         |        |       |

- (*) Vergleichswerte der Landpartei Finnlands sind die Wahlergebnisse von 1966 der Kleinbauernpartei Finnlands.
- (**) Åland-Mandat

## Nach der Wahl
Die Koalitionsverhandlungen zogen sich hin, weshalb Staatspräsident Urho Kekkonen zunächst Teuvo Aura von der Liberalen Volkspartei mit der Bildung einer Übergangsregierung beauftragte. Im Sommer 1970 einigte man sich schließlich auf eine Große Koalition unter der Führung des Zentrumspolitikers Ahti Karjalainen. Der Koalition gehörten neben der Zentrumspartei auch die Sozialdemokratische Partei, die Schwedische Volkspartei, die Liberale Volkspartei und die Volksdemokratische Union an. Noch im Herbst 1970 wurde die Regierung auf eine harte Probe gestellt, als die Einkommensverhandlungen ohne Ergebnis endeten. 1971 kam es schließlich zum Generalstreik und die Streitigkeiten zwischen Sozialdemokratischer Partei und Landbund wurden immer größer, so dass Urho Kekkonen das Parlament auflösen ließ und Neuwahlen für Januar 1972 anordnete. Bis dahin beauftragte er erneut Teuvo Aura mit der Bildung einer Übergangsregierung.
Übersicht der Kabinette :
1. Kabinett Aura I – Teuvo Aura (Liberale Volkspartei) – Übergangsregierung (14. Mai 1970 bis 15. Juli 1970)
2. Kabinett Karjalainen II – Ahti Karjalainen (Zentrumspartei) – Regierung aus Zentrumspartei, Sozialdemokratischer Partei, Schwedische Volkspartei, Liberale Volkspartei, Volksdemokratische Union (15. Juli 1970 bis 29. Oktober 1971)
3. Kabinett Aura II – Teuvo Aura (Liberale Volkspartei) – Übergangsregierung (29. Oktober 1971 bis 23. Februar 1972)